# Lista
Lista (Lister) er en tidligere kommune i Agder fylke i Norge.
Halvøen må have haft stor betydning i tidligere tider, for den havde frem til 1918 navnet Lister og Mandals amt. Amtet kom til 7. februar 1685 da Christiansand stift blev opdelt i Nedenes (inkl. Bamble fogderi), Lister amt og Mandal amt. På halvøen ligger byerne Farsund, Vanse og Borhaug.
Vanse var en del af Lista kommune og var en selvstændig enhed ved folketællingerne i 1801 (Vandsøe) og 1900. Vanse blev overført til Farsund 1. januar 1903. Lista dannede sammen med kommunerne Spind, Herad og bykommunen Farsund en ny storkommune med navnet Farsund fra 1. januar 1965.
Lista er kendt som et eldorado for botanikere og ornitologer. Her findes mange sjældne planter og området har mange forskellige arter af ynglende fugle. På halvøen ligger en række naturreservater samlet i Lista våtmarksystem.

## Oldtidslandskabet
Lista er et af Norges ældste landbrugslandskaber, og kendt for sine mange fortidsminder fra yngre sten-, bronze- og jernalder. Egnen er af mange arkæologer karakteriseret som det ældste Norge. Af de 1.100 kendte steder med helleristninger i Norge, ligger henved 100 på Listahalvøen. Kun ni felter på egnen indeholder andet end skåltegn; og da begrænser det sig til skibsristninger eller fodsåler. De store, havgående skibe på helleristningerne knyttes sandsynligvis til kontakten med områder ved Limfjorden og i Nordtyskland, hvor det meste af egnens bronzefund havde sin oprindelse. 90 % af alle bronzefund i Vest-Agder er fundet på Lista. 
Flere af de store, centrale gårde har navne som Penne, Ore, Stave, Vere, Jølle og Håle - navne med en ældgammel klang, uforståelige navne, som måske kan gå lige så langt tilbage i tid.  Al bronze i bronzealderens Norden måtte indføres fra kontinentet. Betød man noget, ejede man et skib, og ejede man et skib, havde man magt i datidens samfund. Et af de største helleristningsfelter er Jærberget, med 22 skibsristninger og henved 70 skåltegn samlet på en høj i marken ved gården Penne.  
Listas skåltegn kan tænkes som et kvindeligt modstykke til egnens mandlige fallosstene (= bautalignende, stående stene). Helleristningsfeltet på Penne ligger omtrent midt mellem to fallosstene. Den ene kaldes for Vanen, måske til minde om vanernes gud Njord, som i norrøn mytologi var de søfarendes gud. 
En af de rigeste kvindegrave i Norge fra omkring år 400 blev undersøgt af sognepræsten Michael Tyrholm allerede i 1743.  På Lista kendes 12 bygdeborge fra perioden mellem år 0 og 600.  Bedst bevaret er bygdeborgen Salslottet. 
På Jølle er der omkring 350 gravhøje, og fra anden verdenskrig er der rester af de tyske planer for Jølle som en del af forsvarsværket Festung Norwegen. Mellem Jølle og Håle findes en samling skåltegn i bjerget, benyttet ved det lokale stangfiskeri, som det også kendes fra Shetland. 
Karakteristisk for Lista er de mange langhuse, særpreget ved at udhus og bolighus er bygget sammen. Denne byggeskik går tilbage til jernalderen, og Lista er et af de få steder i Norge, hvor denne tradition har overlevet. På Vest-Lista er flere gårde organiseret i klynger, ligesom i middelalderen. 